# 4418 Fredfranklin
4418 Fredfranklin è un asteroide della fascia principale. Scoperto nel 1931, presenta un'orbita caratterizzata da un semiasse maggiore pari a 2,5823350 UA e da un'eccentricità di 0,1543810, inclinata di 12,64705° rispetto all'eclittica.